# Murata Kazuhiro
Kazuhiro Murata (sinh ngày 12 tháng 5 năm 1969) là một cầu thủ bóng đá người Nhật Bản.

## Sự nghiệp câu lạc bộ
Kazuhiro Murata đã từng chơi cho Cerezo Osaka và Oita Trinita.